# Cristopher Eduardo Soto
Cristopher Eduardo Soto es un futbolista venezolano. Juega de medio defensivo o mediocampista y su actual equipo es el Atlético Venezuela de la Segunda División de Venezuela.

## Trayectoria
Nace un 3 de mayo de 1987 en la ciudad de Caracas, en Venezuela. Proviene de una familia humilde de una de las más populares parroquias de Caracas como lo es la  Parroquia 23 de Enero.
Su primer club fue el Caracas FC B donde debuta en el año 2003 es un defensa lateral y un centrocampista, de mucha fuerza y remate a gol. Aporta tanto en defensa cortando y rompiendo el juego rival como ofensivamente con un gran potencial de remate de cabeza.
En 2008 pasa a ser parte del nuevo Club de Fútbol de la segunda división de Venezuela: Unefa CF de la mano del experimentado Walter " Cata " Roque.
Su primer juego fue ante el Real Esppor Club donde cayeron por la mínima.
Anota su primer gol para la Unefa CF el 7 de marzo de 2009 en el Estadio Brígido Iriarte ante el Real Esppor Club dando la victoria a su club por la mínima 1-0 al minuto 26 del primer tiempo con un soberbio cabezazo.
En el 2009 pasa a formar parte del nuevo equipo Atlético Venezuela.
En el 2010 marca el primer gol del año en el partido ante Fundación Cesarger en casa en el Estadio Brigido Iriarte con victoria de 1 a 0.

## Clubes
| Club                  | País      | Año       | Juegos | Goles |
| --------------------- | --------- | --------- | ------ | ----- |
| Caracas FC B          | Venezuela | 2003      | 4      | 1     |
| Unefa CF              | Venezuela | 2008-2009 | 19     | 1     |
| Atlético Venezuela2.ª | Venezuela | 2009-2010 | 15     | 2     |
| Atlético Venezuela    | Venezuela | 2010-2011 | 4      | 0     |

## Palmarés
- Campeón de la Segunda División de Venezuela 2009 - 2010 con el Atlético Venezuela